# 1760-ті до н. е.

## Події
- Єгипет: правління фараонів XIII та XIV династій;
- 1761 до н. е. — підкорення вавилонським правителем Хамурапі царства Марі.